# Steven Spielberg
Steven Spielberg (Cincinnati, Ohio, 1946. december 18. –) háromszoros Oscar-díjas amerikai filmrendező, producer, a Brit Birodalom rendjének lovagja, a legsikeresebb filmrendezők egyike.
Az elmúlt években erős érzelmi töltetű témákat érintett filmjeiben, mint a holokauszt borzalmai a Schindler listájában, a rabszolgaság az Amistadban, a háborús viszontagságok a Ryan közlegény megmentésében és a terrorizmus a Münchenben. Nem korhatáros filmjeinek egyik gyakran visszatérő témája az a gyermeki, néha talán naiv hit és rácsodálkozás, ami megjelenik például a Harmadik típusú találkozások, az E. T., a Hook és az A. I. – Mesterséges értelem című filmjeiben.

## Élete
Amerikai zsidó családban született Cincinnatiban, 1946-ban. Apai nagyszülei az 1900-as évek derekán vándoroltak be Amerikába a mai Ukrajnából. Anyja, Leah Posner (második házassága után Leah Adler) (1920. január 12. – 2017. február 21.),restaurátor és koncertzongorista volt. Apja, Arnold Spielberg (1917–2020) elektromérnök volt és számítógépek fejlesztésével is foglalkozott. 13 évesen a szüleitől kapott Super 8-as kamerával elkészítette első kisjátékfilmjét, a The Last Gun című filmet (1959). Spielberg 1965-ben iratkozott be a Kaliforniai Egyetem rendezői szakára. Három évvel később abbahagyta tanulmányait.
1968-ban Amblin című kisjátékfilmje következett, amiről 1984-ben saját filmgyártó cégét is elnevezte. A filmet még abban az évben be is mutatták az Atlantai Filmfesztiválon. Egy a rendező által is mesélt legenda szerint fiatalkorában Spielberg úgy lett filmes, hogy nap mint nap megjelent a Universal Pictures stúdió bejáratánál öltönyben, egy üres diplomatatáskával a kezében, és besétált a kapun, mintha ott dolgozna. Hónapokon keresztül minden nap bement reggel, és este távozott; senkinek sem tűnt fel, hogy mit keres a falakon belül egy fiatal fiú. Leült egy üres íróasztalhoz, és úgy csinált, mintha dolgozna, sőt állítólag még egy üres irodát is kisajátított magának. Egy szép napon aztán megbízták asszisztensi munkával, és 22 évesen már televíziós rendezőként debütált. A történet azonban Spielberg életrajzírói szerint egy felturbózott romantikus mese: Spielberg 16 éves korában járt először a Universal stúdiójában, miután apja egy ismerőse elintézte neki, hogy fogadja egy ottani alkalmazott, Chuck Silvers. A filmgyári sétát követően Silvers és Spielberg kapcsolatban maradtak, és a következő évben a későbbi rendező visszatért a Universalhoz, ahol fizetetlen asszisztensi munkát kapott. Elfoglalt irodáról, továbbá arról, hogy a belopózó Spielbergről odabent senki nem tudott volna, szó sem volt. 1969 és 1973 között a Columbo, és még számos sorozat epizódjait rendezte. A hetvenes években a sci-fi és a horror műfajához fordult. Első játékfilm hosszúságú tévéfilmje a Párbaj volt, amit 1971-ben mutattak be. 1974-ben a Sugarlandi hajtóvadászattal óriási sikert ért el. 1977-ben elkészítette a Harmadik típusú találkozásokat a magyar származású Zsigmond Vilmos operatőr közreműködésével.
Spielberg legtöbb filmje óriási pénzügyi bevételeket produkált. A pár tízmillió dollárral készült mozifilmek számos esetben 400 millió dolláros rekordokat értek el. Spielberg vezette be Hollywoodban először, hogy a rendezői gázsi mellett részesedést kért filmjei után a bevételből. Filmjeinek gyakran a saját producere is volt. Közreműködött más rendezők filmjeiben is, legtöbb esetben a Universal forgalmazásában. 1993-ban a Schindler listája megszerezte számára a régóta vágyott Oscar-díjat is a legjobb rendezésért. A DreamWorks filmgyártó és filmforgalmazó céget 1994-ben alapította. 2001-ben újra beiratkozott a Kaliforniai egyetemre, s bár az órákat nem látogatta, dolgozatokat írt, gyakorlati munkákat adott le, konzultált professzoraival, s végül egy év alatt összegyűjtötte a megfelelő számú kreditet. 37 évvel beiratkozása után átvehette rendezői diplomáját.

## 1970-es évek: Spielberg a mozi felé fordul

### Sugarlandi hajtóvadászat (1974)
Spielberg első egész estét betöltő mozifilmje egy fiatal házaspár igaz történetén alapul. Az 1969-ben, Texasban játszódó filmben Lou Jean Poplin úgy dönt, örökbeadás helyett megtartja gyermekét. Felesége megszökteti börtönbüntetését töltő férjét, s együtt indulnak gyermeküket visszaszerezni. Texas állam rendőrsége nyomukba ered, az ádáz, kitartó hajsza egész Texason át folyik.
Bár a kritikusok megelégedéssel fogadták, a Sugarlandi hajtóvadászatnak a mozipénztáraknál nem volt átütő sikere. A filmmel Spielberg mindenesetre bizonyított, így producerei, Richard Zanuck és David Brown ezután ambiciózusabb rendezési feladatokkal bízták meg a fiatal rendezőt.

### A cápa (1975)
A cápa című horrorfilm Peter Benchley regényéből íródott. Címszereplője egy gyilkos cápa, a New England-i partok réme. Az óriás fehér cápa a sötét vizekben ólálkodik, arra várva hogy a fürdőzők betegyék a lábukat a tengerbe, hogy aztán könyörtelenül cafatokra téphesse és felfalhassa őket.
A cápa három Oscar-díjat nyert: a legjobb vágásért, a legjobb eredeti filmzenéért, és a legjobb hangfelvételért. A bevétel több mint 100 millió dollár volt, csak egyedül Amerikában. Jelölték Oscar-díjra legjobb filmnek is, de ezt nem nyerte meg. Ez volt az első film a három közül, melyben Spielberg Richard Dreyfuss színésszel együtt dolgozott.
Spielberg máig úgy tartja, hogy A cápa rendezése állította őt a legnagyobb próbatétel elé. Visszautasította a folytatások rendezését, és frissen szerzett befolyását arra használta, hogy személyesebb témák felé forduljon.

### Harmadik típusú találkozások (1977)
Miután visszautasította a Cápa 2 és a Superman rendezését, Spielberg és Richard Dreyfuss újra összejött, hogy ketten valóra váltsák Spielberg egy fiatal kora óta dédelgetett, ufókról szóló alkotását. A filmnek (1977), a Harmadik típusú találkozások címet adták. A film azóta kultuszfilmmé nőtte ki magát a sci-fi rajongók között.
Nemcsak a mozipénztáraknál volt nagy sikere a Harmadik típusú találkozásoknak, de meghozta Spielberg számára az első jelölést a rendezői Oscarra. A filmet 6 másik kategóriában is jelölték, végül 2 Oscart kapott, a legjobb operatőr (Zsigmond Vilmos) és a legjobb hanghatások (hangvágás) különdíját (Frank E. Warner).

### Meztelenek és bolondok (1979)
Spielberg növekvő hírneve, és filmjeinek kereskedelmi sikere miatt egyre inkább a bírálatok célpontjává vált. Így járt következő filmjével, a Meztelenek és bolondokkal (angol címe: 1941) is. A magas költségvetésű háborús vígjáték Los Angelesben, napokkal a Pearl Harbor elleni második világháborús támadás után játszódik a Saturday Night Live két sztárjával, Dan Aykroyddal és John Belushival.
A túlpörgetett vígjáték az anyagi sikertelenség mellett megsemmisítő kritikai minősítéseket is magáénak tudhatott. Annak ellenére, hogy túllépte a költségvetését, és a 118 perces moziváltozat kissé túl hosszúra nyúlt, a film végül szerény profitot ért el, és televíziós műsorként megtalálta közönségét is. A csorba gyors kiköszörülése érdekében Spielberg George Lucasszal áll össze egy akció-kalandfilm erejéig.
A Meztelenek és bolondok csaknem 2 és fél órás változatát kábeltelevíziós hálózatokon játszották, és később kiadták lézerlemezen és DVD-n is. Spielberg csillagának emelkedésével szinte kultuszfilm lett belőle.

## 1980-as évek: Spielberg meghódítja Hollywoodot

### Az elveszett frigyláda fosztogatói (1981)
A 80-as évek elején Spielberg még mindig nem alkotta meg sokak szerinti főművét. 1981-ben megkereste barátját, George Lucast, hogy elkészítsék Az elveszett frigyláda fosztogatóit, amit mintegy tisztelgésnek szántak Hollywood aranykorának akciófilm-sorozatai előtt. A fiatal és lendületes Indiana Jones főszerepét Harrison Ford játszotta, az a színész, aki előzőleg Lucas Star Wars filmjeinek hőse volt. A Frigyládát máig is fontos mérföldkőnek tartják az akciófilmek történetében – 1981 legnagyobb kasszasikereként könyvelték el. Számos Oscar-jelölést kapott, köztük a legjobb rendező és a legjobb film jelöléseket; mindkét kategória Spielberg második jelölése volt.

### E. T., a földönkívüli (1982)
Egy évvel később, Spielberg visszanyúlt az idegen látogatók motívumához az E. T., a földönkívüli c. filmjében, ami egy fiúról szól, aki összebarátkozik egy idegen lénnyel (aki megpróbál hazajutni a bolygójára). Az E.T. fényes siker lett, hosszú időn keresztül tartotta első helyét a legnagyobb bevételű filmek között. Számos Oscar-díjra jelölték, köztük a legjobb film és a legjobb rendező díjaira is. Spielberg munkái között ezt tartja személyes kedvencének.
Az E.T. eredetileg egy sci-fi horror/thrillernek indult, Night Skies címen. A Night Skies adta az alapötletét a Poltergeist c. filmnek (később sorozatnak), aminek Spielberg társ-írója és koproducere volt (a stábból néhányan azt állítják, rendezője is), és egy héttel az E.T. előtt jelent meg.
Az E.T.-ből Atari platformra videójáték készült, amit azóta is a videójátékok legrosszabbjai között tartanak számon. Gyenge játékélményt nyújtott, rossz minőségű volt a grafikája és alacsony példányszámban kelt el, így hozzájárult a videójáték-piac 1983-as összeomlásához.

### Indiana Jones és a végzet temploma (1984)
Mintha Spielbergnek nem jutott volna ki eléggé a sikerből, George Lucas emlékeztette őt baráti megállapodásukra, hogy további Indiana Jones-filmeket fognak forgatni. Indiana új szerelmét Kate Capshaw játszotta, akit később Spielberg feleségül vett.
Előre megjósolható módon a legújabb Indiana Jones kasszasiker lett, bár a kritikák ezúttal nem kímélték annyira mint elődjét. Bírálták, hogy kevésbé energikus, hogy tájékozatlanul és durva hibákkal ábrázolja az indiai kultúrát. Részben a film erőszakossága és véres, illetve gusztustalan jelenetei vezettek ahhoz, hogy az MPAA létrehozza a PG-13 (kb. „13 év alattiaknak csak szülői felügyelettel”) kategóriát.

### Bíborszín (1985)
1985-ben Spielberg leforgatta Alice Walker Pulitzer-díjas regényének adaptációját, a Bíborszínt. A kritikusok kétkedve várták, vajon nem haladja-e meg Spielberg képességeit ez a komoly anyag, hiszen munkáit addig inkább a könnyűsúlyú szórakoztatás műfajába sorolták. És valóban, Spielberg a mélyvízbe került az elnyomott afro-amerikai nők (Whoopi Goldberg és Oprah Winfrey) 20. század eleji történetének bemutatásával. Danny Glover játszotta az erőszakos férjet.
A film nagy sikert aratott, a kritikusok ünnepelték Spielberg sikeres betörését a dráma műfajába.
Roger Ebert, a híres filmkritikus „Nagy filmek” archívumába is bekerült. 11 Oscar-díjra jelölték, beleértve Whoopi Goldberg és Oprah Winfrey jelölését, de a film egyetlen nevezést sem tudott díjra váltani. Azonban – és ez az amerikai Filmművészeti és Filmtudományi Akadémia történetének legkirívóbb igazságtalanságai közé fog bevonulni – a film számos jelölése ellenére magát Spielberget nem jelölték a legjobb rendező díjára.

### A nap birodalma (1987)
Az 1987-es év volt a kínai gazdaság fellendülésének kezdete, és ahogy Kína nyitni kezdett a világ többi része felé, Spielberg ezt kihasználva az 1930-as évek óta első amerikaiként sikerült Sanghajban forgatnia. A film J. G. Ballard azonos című önéletrajzi regényének, A nap birodalmának feldolgozása. A történetben Jim (Christian Bale) egy angol kisfiú, akit elválasztanak szüleitől Sanghaj 1938-as japán inváziója során, és egyedül kell helytállnia a háború végéig. A 13 éves Christian Bale teljesítményét a mai napig az egyik legkiválóbb gyerekszínészi alakításként tartják számon.
Spielberg a filmmel a háború pusztító hatását akarta érzékeltetni, azt az általános tragédiát, ami még az ártatlanokat sem kíméli. A kisfiú védett, nyugodt élete semmivé válik, de Jim nem adja fel a harcot: a néző szeme előtt alakul át egy elveszett gyerekből praktikus, talpraesett háborús menekültté. Ugyan a film 1988-ban hat Oscar-jelölése mellett számtalan díjat és elismerést kapott – köztük a BAFTA (Brit Filmakadémia), a Nemzetközi Kritikusok Szövetsége és az ASC (Amerikai Operatőrök Szövetsége) kitüntetéseit –, anyagi sikere nem volt Spielberg más filmjeihez mérhető.

### Indiana Jones és az utolsó kereszteslovag (1989)
Két drámai film után Spielberg visszatért hazai pályára, hogy „még egyszer utoljára” leforgassanak egy Indiana Jones-filmet. Sean Connery szerepeltetésével Spielberg bizonyos értelemben megvalósította gyerekkori álmát, hogy egyszer James Bond-filmet rendezhessen. Lucas is valójában egy Bondot helyettesítő karakterként tekintett vissza Indiana Jonesra, akit Spielberggel a közös filmtervekről beszélgetve, együtt találtak ki.
A filmben az apa-fiú viszony ábrázolása visszatükrözi Spielberg többi munkájában is megjelenő látásmódját, így ez az Indiana-sorozat legszemélyesebb darabja.

### Örökké (1989)
1989 volt az első év, amikor Spielberg két filmet is rendezett. Az utolsó Indiana Jones-mozi után Richard Dreyfussnak ajánlja az Örökké főszerepét. Az 1943-as A Guy Named Joe c. film által ihletett Örökké Pete, az erdőtüzek megfékezésére specializálódott pilóta története. Utolsó útján lezuhan, ám láthatatlan mentőangyalként visszatér a földre és vigyázza fiatal utódja (Ted) minden lépését. De amikor Ted szerelmes lesz a néhai Pete barátnőjébe, Pete kénytelen megtanulni elengedni a lányt, és mindent megtenni egy másik tragédia megakadályozására.
A korabeli kritika szerint az Örökké Spielberg leggyengébb filmje volt a tíz évvel azelőtti Meztelenek és bolondok óta. Sokan a Ghost című film utánzatának tartják, pedig annál egy évvel korábban készült. Ez volt Spielberg első szárnypróbálgatása a romantikus zsánerben. A túladagolt cukros romantikának köszönhetően a film megbukott, és Spielberg leginkább feledésre ítélt alkotásává vált.

## 1990-es évek: Spielberg beérik

### Hook (1991)
Az Örökké bukása után Spielberg nyugodtabb vizekre evezett. Eldöntött tény volt, hogy megrendezi a Pán Péter mesefilmet. Már több alkalommal próbálkozott filmre vinni egy élőszereplős Peter Pant, de sikertelenül. Amikor James V. Hart előhozakodott egy forgatókönyv-ötlettel, amelyben Peter Pan felnőttként visszatér Sehol szigetre, Spielberg sebességbe kapcsolt. A Hook a már középkorú Peter Panre (Robin Williams) összpontosít, aki visszatér Sehol szigetre, hogy szembenézzen a címszereplő Hook kapitánnyal, akit Dustin Hoffman alakít. Azonban, mire a forgatás elkezdődött, a projekthez kapcsolódó hollywoodi szereplők számos kreatív változtatást igényeltek; a forgatókönyvet is többször átírták, így nem volt meglepő, hogy a kritikusok kaotikusnak bélyegezték. A film 70 millió dollárba került, ami abban az időben drágának számított. Belföldön 119 milliós bevételt hozott, de sikere nem volt olyan átütő, mint amit reméltek tőle. Bár Peter Pan felnőtt, néhányan kételkedtek benne, hogy ez Spielbergnek sikerülni fog-e valaha?

### Jurassic Park (1993)
1993-ban Spielberg újra a kalandfilmek felé fordult: filmre álmodta Michael Crichton Jurassic Park c. regényét, amelyben gyilkos dinoszauruszok trappolnak keresztül egy trópusi szigeten (rezervátumon). Az adaptáció során némileg tompult a regény üzenete a természet dolgaiba beavatkozó emberiségről, és inkább kalandelemekre helyeződött a hangsúly. A George Lucas Industrial Light & Magic cége által biztosított forradalmian újnak számító különleges effektusok segítségével a film megelőzte az E.T.-t bevételben, és minden idők legjobban jövedelmező filmje lett – egészen James Cameron 1997-es Titanicjáig.
Spielberg az akkori interjúkban azt mondta, hogy a Jurassic Parkhoz a japán Godzilla-filmektől kapta az ihletet.

### Schindler listája (1993)
Ugyanabban az évben, amikor a Jurassic Park megjelent, Spielberg úgy érezte, a kritikusok most már elismerik őt annyira, hogy bele merjen vágni a Schindler listája megrendezésébe. A film Oskar Schindler igaz történetén alapul, aki 1200 embert mentett meg a holokauszt karmaiból. A forgatókönyvet, ami Thomas Keneally regényén alapult, eredetileg Martin Scorsese-nek szánták, de Spielbergnek sikerült elcserélnie Scorsese-vel – A rettegés fokát adta érte cserébe. A Schindler listája hozta meg Spielbergnek az első rendezői Oscart (a legjobb film díját is elnyerte).
Noha a film hatalmas bevételt hozott, Spielberg állítása szerint a saját részét nem vette fel a nyereségből, hanem a Shoah alapítvány létrehozására fordította. A filmkritikusok nagy része szerint a Schindler listája a holokauszt témájának eddigi legpontosabb feldolgozása, és 1999-ben az Amerikai Filmintézet (American Film Institute) a mindenkori 10 legjobb film közé sorolta (9. helyen). Bár Spielberg elismeri, hogy ez határozottan a legfontosabb filmje, de ő maga az E.T.-t tartja legnagyobb mesterművének. A kritikusok nem osztják ezt a véleményt, és általában a Schindler listáját tekintik Spielberg legjobban kidolgozott, legérettebb alkotásának.

### Az elveszett világ: Jurassic Park (1997)
1993 volt Spielberg legsikeresebb éve a Jurassic Parkkal és a Schindler listájával. Négyéves kihagyás után, amit családja körében töltött és megépítette új stúdióját, a DreamWorksöt, 1997-ben Spielberg újra a rendezői székbe ült. Ez alkalommal az 1993-as Jurassic Park folytatását rendezte, Michael Crichton Az elveszett világ (The Lost World) című munkája alapján. A filmnek nem volt jó kritikája, de több mint 230 millió dollár bevételt generált, így 1997 harmadik legsikeresebb filmje lett a Titanic és a Sötét zsaruk mögött. Spielberg utólag úgy nyilatkozott, hogy a Jurassic Park folytatását mindenképpen látni akarta, de nem feltétlenül ő maga szerette volna leforgatni. Mindenesetre minden további Jurassic Park-produkciótól kategorikusan elzárkózott.

### Amistad (1997)
Spielberg filmgyártási módszere szerint egy anyagilag előnyösebb filmet – mint például egy dinoszauruszokról szólót – általában egy történelmi drámával tetőzött, hogy eleget tegyen kritikusainak a filmes díjkiosztások közeledtével. Ilyenek voltak a Schindler listája és az Amistad is; ez utóbbit a DreamWorks nevű új vállalatán keresztül hozta forgalomba. Mivel a lázadó rabszolgákról szóló film egy igaz történeten alapult, a kritikusok dicsérettel árasztották el, kivéve a hajón végbemenő mészárlást. A film nem hozott anyagi sikert, és azóta sem törődtek vele különösebben. Ez volt Spielberg második történelmi filmje a négerekkel való bánásmódról az amerikai társadalomban. Az első a Bíborszín (The Color Purple) volt 1985-ben.

### Ryan közlegény megmentése (1998)
Spielberg egy másik, kritikailag elismert filmjét, a Ryan közlegény megmentése címűt 1998-ban hozták a közönség elé. A második világháborúban egy szakasz katona Miller kapitány vezetésével (Tom Hanks) Normandiában (az „Omaha Beach”-i partraszállásból kiindulva) egy elveszett közlegény (Matt Damon) keresésére indul, a francia ellenállás idejének kellős közepén. Bár Spielberg a filmet úgy tekintette, mint egyikét legjobb műveinek, az 1999-es Oscar-díjat mégis a Szerelmes Shakespeare nyerte meg. Vigasztalásul viszont a díjat mint legjobb rendező, megkapta.
Spielberg valódi maratoni munkát végzett Az elveszett világ, az Amistad, és a Ryan közlegény megmentése szinte egymásutáni forgatásával. Az évtized befejeztével el lehetett mondani, hogy ő volt a legbefolyásosabb producer és filmrendező Hollywoodban.
Ez a film volt az első a három közül, amin Tom Hanks filmsztárral működtek együtt. Tekintettel a film sikerére, később úgy döntöttek, hogy egy tízrészes televíziós szériát csinálnak a filmből, melyet egy Stephen Ambrose nevezetű író Band of Brothers című történelmi regényére alapítottak. A szériának óriási sikere volt; megnyerte mind a Golden Globe-díjat, mind az Emmy-díjat.

## Magánélete
Spielberg 38 évesen, 1985-ben nősült először. Amy Irving színésznő négy éven keresztül volt a felesége, majd az 1989-es válásuk után 1991-ben újra megnősült. Második felesége Kate Capshaw, akit többek között a Fekete esőben és az Indiana Jones és a végzet temploma című filmben láthattunk; akkor még nem voltak házasok. Spielbergnek összesen hét gyermeke van, ebből négy saját és három örökbefogadott.

## Filmográfia

### Film

#### Filmrendező és forgatókönyvíró
| Év   | Magyar cím                                    | Eredeti cím                                        | Feladatkör | Feladatkör | Feladatkör | Megjegyzések                                 |
| Év   | Magyar cím                                    | Eredeti cím                                        | Rendező    | Producer   | Író        | Megjegyzések                                 |
| ---- | --------------------------------------------- | -------------------------------------------------- | ---------- | ---------- | ---------- | -------------------------------------------- |
| 1964 |                                               | Firelight                                          | Igen       | Igen       | Igen       | amatőr film vágó, operatőr és zeneszerző     |
| 1971 | Párbaj                                        | Duel                                               | Igen       | Nem        | Nem        |                                              |
| 1973 |                                               | Ace Eli and Rodger of the Skies                    | Nem        | Nem        | Sztori     |                                              |
| 1974 | Sugarlandi hajtóvadászat                      | The Sugarland Express                              | Igen       | Nem        | Sztori     |                                              |
| 1975 | A cápa                                        | Jaws                                               | Igen       | Nem        | Nem        |                                              |
| 1977 | Harmadik típusú találkozások                  | Close Encounters of the Third Kind                 | Igen       | Nem        | Igen       |                                              |
| 1979 | Meztelenek és bolondok                        | 1941                                               | Igen       | Nem        | Nem        |                                              |
| 1981 | Az elveszett frigyláda fosztogatói            | Raiders of the Lost Ark                            | Igen       | Nem        | Nem        |                                              |
| 1982 | E. T., a földönkívüli                         | E.T. the Extra-Terrestrial                         | Igen       | Igen       | Nem        |                                              |
| 1982 | Poltergeist – Kopogó szellem                  | Poltergeist                                        | Nem        | Igen       | Igen       | társíró: Michael Grais és Mark Victor        |
| 1983 | Homályzóna                                    | Twilight Zone: The Movie                           | Igen       | Igen       | Nem        | "Kick the Can" szegmens                      |
| 1984 | Indiana Jones és a végzet temploma            | Indiana Jones and the Temple of Doom               | Igen       | Nem        | Nem        |                                              |
| 1985 | Bíborszín                                     | The Color Purple                                   | Igen       | Igen       | Nem        |                                              |
| 1985 | Kincsvadászok                                 | The Goonies                                        | Nem        | Vezető     | Sztori     | akciórendező és vágó stáblistán nem szerepel |
| 1987 | A nap birodalma                               | Empire of the Sun                                  | Igen       | Igen       | Nem        |                                              |
| 1989 | Indiana Jones és az utolsó kereszteslovag     | Indiana Jones and the Last Crusade                 | Igen       | Nem        | Nem        |                                              |
| 1989 | Örökké                                        | Always                                             | Igen       | Igen       | Nem        |                                              |
| 1991 | Hook                                          | Hook                                               | Igen       | Nem        | Nem        |                                              |
| 1993 | Jurassic Park                                 | Jurassic Park                                      | Igen       | Nem        | Nem        |                                              |
| 1993 | Schindler listája                             | Schindler's List                                   | Igen       | Igen       | Nem        |                                              |
| 1997 | Az elveszett világ: Jurassic Park             | The Lost World: Jurassic Park                      | Igen       | Nem        | Nem        |                                              |
| 1997 | Amistad                                       | Amistad                                            | Igen       | Igen       | Nem        |                                              |
| 1998 | Ryan közlegény megmentése                     | Saving Private Ryan                                | Igen       | Igen       | Nem        |                                              |
| 2001 | A. I. – Mesterséges értelem                   | A.I. Artificial Intelligence                       | Igen       | Igen       | Igen       |                                              |
| 2002 | Különvélemény                                 | Minority Report                                    | Igen       | Nem        | Nem        |                                              |
| 2002 | Kapj el, ha tudsz                             | Catch Me If You Can                                | Igen       | Igen       | Nem        |                                              |
| 2004 | Terminál                                      | The Terminal                                       | Igen       | Igen       | Nem        |                                              |
| 2005 | Világok harca                                 | War of the Worlds                                  | Igen       | Nem        | Nem        |                                              |
| 2005 | München                                       | Munich                                             | Igen       | Igen       | Nem        |                                              |
| 2008 | Indiana Jones és a kristálykoponya királysága | Indiana Jones and the Kingdom of the Crystal Skull | Igen       | Nem        | Nem        |                                              |
| 2011 | Tintin kalandjai                              | The Adventures of Tintin                           | Igen       | Igen       | Nem        | világítási tanácsadó virtuális kamerakezelő  |
| 2011 | Hadak útján                                   | War Horse                                          | Igen       | Igen       | Nem        |                                              |
| 2012 | Lincoln                                       | Lincoln                                            | Igen       | Igen       | Nem        |                                              |
| 2015 | Kémek hídja                                   | Bridge of Spies                                    | Igen       | Igen       | Nem        |                                              |
| 2016 | A barátságos óriás                            | The BFG                                            | Igen       | Igen       | Nem        |                                              |
| 2017 | A Pentagon titkai                             | The Post                                           | Igen       | Igen       | Nem        |                                              |
| 2018 | Ready Player One                              | Ready Player One                                   | Igen       | Igen       | Nem        |                                              |
| 2021 | West Side Story                               | West Side Story                                    | Igen       | Igen       | Nem        | vége főcím tervezője                         |
| 2022 | A Fabelman család                             | The Fabelmans                                      | Igen       | Igen       | Igen       | társíró: Tony Kushner                        |

#### Filmproducer
- Joe és a vulkán (1990)
- Maestro (2023)

### Televízió
- Columbo - 1. epizód: Murder by The Book (1971)

## Jelentősebb díjak és jelölések
- Oscar-díj
  - 2024 jelölés: legjobb film, Maestro (2023)[22]
  - 2023 jelölés: legjobb film, A Fabelman család (2022)
  - 2023 jelölés: legjobb rendező, A Fabelman család (2022)
  - 2023 jelölés: legjobb eredeti forgatókönyv, A Fabelman család (2022)
  - 2022 jelölés: legjobb film, West Side Story (2021)
  - 2022 jelölés: legjobb rendező, West Side Story (2021)
  - 2018 jelölés: legjobb film, A Pentagon titkai (2017)
  - 2016 jelölés: legjobb film, Kémek hidja (2015)
  - 2013 jelölés: legjobb film, Lincoln (2012)
  - 2013 jelölés: legjobb rendező, Lincoln (2012)
  - 2012 jelölés: legjobb film, Hadak útjan (2011)
  - 2007 jelölés: legjobb film, Levelek Iwo Dzsimáról (2006)
  - 2006 jelölés: legjobb rendező, München (2005)
  - 2006 jelölés: legjobb film, München (2005)
  - 1999 díj: legjobb rendező, Ryan közlegény megmentése (1998)
  - 1999 jelölés: legjobb film, Ryan közlegény megmentése (1998)
  - 1994 díj: legjobb rendező Schindler listája (1993)
  - 1994 díj: legjobb film, Schindler listája (1993)
  - 1987 díj: Irving G. Thalberg emlékdíj
  - 1986 jelölés: legjobb film, Bíborszín (1985)
  - 1983 jelölés: legjobb film, E.T. a földönkívüli (1982)
  - 1983 jelölés: legjobb rendező, E.T. a földönkívüli (1982)
  - 1982 jelölés: legjobb rendező, Az elveszett frigyláda fosztogatói (1981)
  - 1978 jelölés: legjobb rendező, Harmadik típusú találkozások (1977)
- BAFTA-díj
  - 2023 jelölés: legjobb eredeti forgatókönyv, A Fabelman család (2022)
  - 2016 jelölés: legjobb film, Kémek hidja (2015)
  - 2016 jelölés: legjobb rendező, Kémek hidja (2015)
  - 2016 jelölés: legjobb film (Kiss vote), A barátságos óriás (2015)
  - 2012 jelölés: legjobb animációs film, Tintin kalandjai (2011)
  - 2009 díj: legjobb videójáték, Boom Blox (2008)
  - 1999 jelölés: legjobb film, Ryan közlegény megmentése (1998)
  - 1999 jelölés: legjobb rendező, Ryan közlegény megmentése (1998)
  - 1994 díj: legjobb film, Schindler listája (1993)
  - 1994 díj: legjobb rendező, Schindler listája (1993)
  - 1983 jelölés: legjobb rendező, E.T. a földönkívüli (1982)
  - 1983 jelölés: legjobb film, E.T. a földönkívüli (1982)
  - 1979 jelölés: legjobb rendező, Harmadik típusú találkozások (1977)
  - 1979 jelölés: legjobb forgatókönyv, Harmadik típusú találkozások (1977)
  - 1976 jelölés: legjobb rendező, A cápa (1975)
- Cannes-i fesztivál
  - 1974 díj: legjobb forgatókönyv díja, Sugarlandi hajtóvadászat (1974)
  - 1974 jelölés: Arany pálma-díj, Sugarlandi hajtóvadászat (1974)
- Golden Globe-díj
  - 2023 díj: legjobb rendező, A Fabelman család (2023)
  - 2023 jelölés: legjobb forgatókönyv, A Fabelman család (2023)
  - 2022 jelölés: legjobb rendező, West Side Story (2021)
  - 2018 jelölés: legjobb rendező, A Pentagon titkai (2017)
  - 2013 jelölés: legjobb rendező, Lincoln (2012)
  - 2006 jelölés: legjobb rendező, München (2005)
  - 2002 jelölés: legjobb rendező, A. I. Mesterséges értelem (2001)
  - 1999 díj: legjobb rendező, Ryan közlegény megmentése (1998)
  - 1998 jelölés: legjobb rendező, Amistad (1997)
  - 1994 díj: legjobb rendező, Schindler listája (1993)
  - 1986 jelölés: legjobb rendező, Bíborszín (1985)
  - 1983 jelölés: legjobb rendező, E.T. a földönkívüli (1982)
  - 1982 jelölés: legjobb rendező, Az elveszett frigyláda fosztogatói (1981)
  - 1978 jelölés: legjobb rendező, Harmadik típusú találkozások (1977)
  - 1978 jelölés: legjobb forgatókönyv, Harmadik típusú találkozások (1977)
  - 1976 jelölés: legjobb rendező, A cápa (1975)

## Magyarul megjelent művei
- Harmadik típusú találkozások. Tudományos fantasztikus regény; ford. Képes Anna; Kozmosz Könyvek, Budapest, 1981 (Kozmosz fantasztikus könyvek)

## Érdekességek
- Spielberg a „Distinguished Eagle Scout Award” birtokosa, ami az egyik legmagasabb kitüntetés az amerikai cserkészeknél. Ő határozta meg a követelményeket a cserkész-filmes kiválósági jelvény (merit badge) kiadásához
- bár Spielberg filmjei számos díjat besöpörtek, egyetlen színész vagy színésznő sem kapott Oscar-díjat Spielberg filmjében nyújtott alakításáért egészen 2013-ig (ekkor a Lincoln-ban nyújtott alakításáért Daniel-Day Lewis elnyerte a legjobb férfi főszereplőnek járó Oscar-díjat)
- róla nevezték el a 25930 Spielberg aszteroidát
- a Demokrata Pártot támogatja
- édesanyjának, leánykori nevén Leah Adlernek, kóser étterme van Los Angelesben
- a Sugarlandi hajtóvadászattal kezdve, a Bíborszín, és a Twilight Zone, the Movie című filmek kivételével valamennyi filmjének John Williams szerezte a zenéjét
- a Schindler listája óta filmjeinek operatőre Janusz Kamiński
- 2000. február 7-én egy rutinvizsgálat során szabálytalanságot találtak az egyik veséjében, ami később rákos elváltozásnak bizonyult. A vese eltávolítása után az 53 éves Spielberg gyorsan felépült, még utókezelésre sem volt szüksége
- Spielbergnek Asperger-szindrómája van, ami az autizmus egy enyhébb formája, általában normális vagy átlag feletti intelligenciával, de csökkent társasági érzékkel, valamint kései érzelmi éréssel jár